# キューレンタール
キューレンタール (ドイツ語: Kühlenthal) は、ドイツ連邦共和国バイエルン州シュヴァーベン行政管区のアウクスブルク郡に属す町村（以下、本項では便宜上「町」と記述する）である。この町はノルデンドルフ行政共同体に属している。

## 地理

### 自治体の構成
この町は以下の4つのゲマインデタイル（地理上の地区）からなる。
- アーリンゲン
- アンツェンホーフ
- フェルティンゲン
- キューレンタール

## 歴史
この町の町域にはケルト時代から定住が行われていたことが発掘により証明されている。ただし現在の町名はケルト時代にまでは遡らない。おそらく後になってつけられた地名であり、湿地を意味していると考えられている。すなわち、シュヴァーベンの古語「Hülbe」（湿った谷）から現在の町名が成立したと推測されている。12世紀の史料に、Küllental という名称で初めて記録されている。
現在キューレンタールに属す集落の統治権は、神聖ローマ帝国時代にはいくつかの領主に分かれていた。
- キューレンタール: 1245年からこの集落にあるキューレンタール城はキューレンタールの行政官所在地であった。1361年にジフリート・フォン・キューレンタールの未亡人ズーザンナとその息子ジフリートはキューレンタールの支配権をアウクスブルク司教（ドイツ語版、英語版）マルクヴァルト1世フォン・ランデック（ドイツ語版、英語版）に売却した。アウクスブルク司教領主は領邦主権、徴税権、下級裁判権（村の統治権）を有しており、司教領主の管理下にあるヴェステンドルフ管区の一部とされた。上級裁判権はフォルダーエスターライヒ（ドイツ語版、英語版）がこれを行使した。
- アーリンゲン: 小集落アーリンゲンでは、アウクスブルクの聖ウルリヒおよびアフラ帝国修道院（ドイツ語版、英語版）が領邦主権、徴税権、下級裁判権（村の統治権）を有し、上級裁判権はフォルダーエスターライヒが有していた。
- アンツェンホーフ: 孤立集落アンツェンホーフの地所内ではかつて、フッガー＝バーベンハウゼン伯（オーバーアムト・マルクト）が上級裁判権と下級裁判権（村の統治権）を行使していた。領邦主権と徴税権はフォルダーエスターライヒが有していた。
- フェルティンゲン: 小集落フェルティンゲンの神聖ローマ帝国末期における政治的帰属状態はキューレンタールと同様であった。

4つの集落はいずれも固有の教会区を持たなかった。キューレンタールはヴェステンドルフ教会区、残りのアーリンゲン、アンツェンホーフ、フェルティンゲンの3集落はエーリンゲン教会区に属した。
1806年に4つの集落はすべてバイエルン領となった。19世紀初めのバイエルン王国の自治体令に従って、これら4つの集落は、1つのゲマルクング（行政上の地区）からなる1つの自治体となった。その後この町の領域は変化しておらず、1970年代の自治体再編でもそのまま存続となった。ハルデンホーフは、キューレンタール地区内に新たに設けられた入植地であるが、ゲマインデタイル（地理上の地区）とはみなされていない。

## 住民

### 人口推移
1988年から2018年までの間にこの町の人口は627人から826人へ、199人、約 31.7 % 増加した。

## 行政
この町はノルデンドルフ行政共同体に属している。

### 議会
この町の町議会は8議席からなる。

### 首長
イリス・ハームス (Bürgerliste Kühlenthal) が2014年から町長を務めており、2020年3月15日の町長選挙で再選された。前任者はエーリヒ・シュトール（Freie Wähler、2001年 - 2014年）である。

### 紋章
図柄: 基部は銀地で、その中を凹凸のある青い横帯が貫いている。主部は青地に、2輪の花をつけた金色の Caltha palustris（リュウキンカの仲間）。
紋章の由来: この紋章は地名と歴史を表している。Caltha palustris (ドイツ語: Sumpfdotterblume) は、湿った谷 (= sumpfiges Tal)  を意味している。凹凸のある帯は、キューレンタール行政官の家紋から採られた。この家系は司教の元帥家およびドルンスペルク行政官の傍流である。
この紋章は1961年から用いられている。